# Beach rugby
Il beach rugby è una variante del rugby giocato su campi in sabbia con squadre composte da cinque giocatori in azione.

## Regolamento
In questa variante del rugby le regole sono estremamente variabili. Quelle riportate in seguito sono quelle più comuni in Italia e in Europa.
Il campo di gioco è lungo 31 m, comprese le zone di meta, e largo 25 m.
Ogni squadra è composta da 12 giocatori, di cui 5 in campo e 7 in attesa di sostituirli. Le sostituzioni sono illimitate e l'espulsione temporanea dura 2'. L'ingresso in campo avviene esclusivamente a gioco fermo e da centrocampo.
La partita dura 10' divisi in 2 tempi da 5' con un intervallo di 3'. In caso di parità si disputa un tempo supplementare ad oltranza sin quando una squadra realizza una meta.
Come nella versione a 15, il portatore avversario di pallone può essere placcato dalla linea delle spalle in giù. Il giocatore placcato o trattenuto deve passare o lasciare il pallone entro 2 secondi.
Non esistono mischie ordinate né rimesse laterali.
Il pallone opzionalmente può essere calciato all'inizio della partita, ma in molte occasioni si utilizza il "calcio libero" anche per incominciare la partita, dopo una meta dalla squadra che ha subito la meta e dopo un fallo laterale. In nessun'altra azione di gioco il pallone può essere calciato.
La realizzazione della meta vale un punto.

## Storia
Nel 2009 l'International Rugby Board (oggi World Rugby) ha attivato il processo di riconoscimento di tutte le discipline di beach rugby: placcato, al tocco e tag.

## Beach rugby in Italia
Il campionato italiano di beach rugby è organizzato dalla Lega Italiana Beach Rugby, riconosciuta ufficialmente dalla Federazione Italiana Rugby.
La Nazionale italiana maschile ha vinto la prima edizione del campionato europeo di beach rugby.